# Ландерюм
Ландерюм (нід. Landerum) — село в нідерландській провінції Фрисландія. Входить до муніципалітету Терсхеллінг, розташоване у центральній частині однойменного острова. Його населення станом на 2017 рік складало 96 осіб.